# Wilner Piquant
Wilner Piquant (* 4. Dezember 1951) ist ein ehemaliger haitianischer Fußballtorwart.

## Karriere

### Verein
Im Verein spielte er in Haiti für Don Bosco FC, Aigle Noir AC und Violette AC.

### Nationalmannschaft
In der Nationalmannschaft von Haiti war Piquant Jahre lang der Ersatztorwart hinter dem unumstrittenen Henri Françillon, so war er bei der WM 1974 zwar im Kader, kam aber zu keinem Einsatz. Erst nach Françillons Karriereende im Jahr 1977 wurde er Stammtorhüter und bestritt anschließend Spiele in der Qualifikation zu der WM 1978 und in der Qualifikation zur WM 1982. Insgesamt kam er zu neun Einsätzen für sein Land. Dabei kassierte er zehn Gegentore und blieb zweimal ohne Gegentor.
| Personendaten    | Personendaten                |
| ---------------- | ---------------------------- |
| NAME             | Piquant, Wilner              |
| KURZBESCHREIBUNG | haitianischer Fußballspieler |
| GEBURTSDATUM     | 4. Dezember 1951             |